# Arany Kagyló
Az Arany Kagyló (Concha de Oro) a San Sebastián-i Nemzetközi Filmfesztivál fődíja.
Elnevezése 1953–1954-ben Nagydíj (Gran Premio), 1955–1956-ban Ezüst Kagyló  volt; 1957-től nevezik Arany Kagylónak. 1980 és 1984 között nem adtak át Arany Kagylót, mivel a  Filmproducerek Nemzetközi Szövetsége (FIAPF) megvonta a fesztiváltól az A-kategória minősítést, így hivatalos verseny híján a Filmkritikusok Nemzetközi Szövetségének (FIPRESCI) díját osztották ki. Több alkalommal megosztva adták át a díjat.

## Díjazottak
| Év   | Magyar cím                    | Eredeti cím                                                              | Rendező                               | Ország                                                | Megjegyzés                                                                            |
| ---- | ----------------------------- | ------------------------------------------------------------------------ | ------------------------------------- | ----------------------------------------------------- | ------------------------------------------------------------------------------------- |
| 1953 |                               | La Guerra de Dios                                                        | Rafael Gil                            | Spanyolország                                         | Nagydíj (A fesztivál első évében csak spanyol filmek vettek részt a fesztiválon.)     |
| 1954 |                               | Sierra maldita                                                           | Antonio del Amo                       | Spanyolország                                         | Nagydíj (Nem volt hivatalos verseny. Csak spanyol filmek vettek részt a fesztiválon.) |
| 1955 | A szerelem napjai             | Giorni d'amore                                                           | Giuseppe De Santis és Leopoldo Savona | Olaszország                                           | Ezüst Kagyló                                                                          |
| 1956 | Hétköznapi tragédiák          | Il ferroviere                                                            | Pietro Germi                          | Olaszország                                           | Nem volt hivatalos verseny. Nem hivatalosan adtak át díjat.                           |
| 1956 |                               | Todos somos necesarios                                                   | José Antonio Nieves Conde             | Spanyolország                                         | Nem volt hivatalos verseny. Nem hivatalosan adtak át díjat.                           |
| 1957 | Sabella nagymama              | La nonna Sabella                                                         | Dino Risi                             | Olaszország                                           |                                                                                       |
| 1958 |                               | Le cœur au poing                                                         | Charles Binamé                        | Franciaország                                         |                                                                                       |
| 1959 | Egy apáca története           | The Nun's Story                                                          | Fred Zinnemann                        | Amerikai Egyesült Államok                             |                                                                                       |
| 1960 | Rómeó, Júlia és a sötétség    | Romeo, Juliet a Tma                                                      | Jiří Weiss                            | Csehszlovákia                                         |                                                                                       |
| 1961 | A félszemű Jack               | One-Eyed Jacks                                                           | Marlon Brando                         | Amerikai Egyesült Államok                             |                                                                                       |
| 1962 | Arturo szigete                | L’isola di Arturo                                                        | Damiano Damiani                       | Olaszország                                           |                                                                                       |
| 1963 | A maffia parancsára           | Mafioso                                                                  | Alberto Lattuada                      | Olaszország                                           |                                                                                       |
| 1964 | Amerika, Amerika              | America, America                                                         | Elia Kazan                            | Amerikai Egyesült Államok                             |                                                                                       |
| 1965 | Káprázat                      | Mirage                                                                   | Edward Dmytryk                        | Amerikai Egyesült Államok                             | Arany Kagyló (megosztva)                                                              |
| 1965 | Az aranyranett                | Zlatá reneta                                                             | Otakar Vávra                          | Csehszlovákia                                         | Arany Kagyló (megosztva)                                                              |
| 1966 |                               | I Was Happy Here                                                         | Desmond Davis                         | Egyesült Királyság                                    |                                                                                       |
| 1967 | Ketten az úton                | Two for the Road                                                         | Stanley Donen                         | Amerikai Egyesült Államok                             |                                                                                       |
| 1968 | Meghalni egy hosszú nap végén | The Long Day’s Dying                                                     | Peter Collinson                       | Egyesült Királyság                                    |                                                                                       |
| 1969 | Az esőemberek                 | The Rain People                                                          | Francis Ford Coppola                  | Amerikai Egyesült Államok                             |                                                                                       |
| 1970 |                               | Ondata di calore                                                         | Nelo Risi                             | Olaszország                                           |                                                                                       |
| 1971 | Claire térde                  | Le genou de Claire                                                       | Éric Rohmer                           | Franciaország                                         |                                                                                       |
| 1972 | Üvegház                       | The Glass House                                                          | Tom Gries                             | Amerikai Egyesült Államok                             |                                                                                       |
| 1973 | A méhkas szelleme             | El espíritu de la colmena                                                | Víctor Erice                          | Spanyolország                                         |                                                                                       |
| 1974 | Sivár vidék                   | Badlands                                                                 | Terrence Malick                       | Amerikai Egyesült Államok                             |                                                                                       |
| 1975 | Orvvadászok                   | Furtivos                                                                 | José Luis Borau                       | Spanyolország                                         |                                                                                       |
| 1976 | A cigánytábor az égbe megy    | Tabor ujodit v niebo                                                     | Emil Loteanu                          | Szovjetunió                                           |                                                                                       |
| 1977 | Etűdök gépzongorára           | Неоконченная пьеса для механического пианино                             | Nyikita Szergejevics Mihalkov         | Szovjetunió                                           |                                                                                       |
| 1978 | Szakadék szélén               | Alambrista!                                                              | Robert M. Young                       | Amerikai Egyesült Államok                             |                                                                                       |
| 1979 | Őszi maraton                  | Осенний марафон                                                          | Georgi Danyelija                      | Szovjetunió                                           |                                                                                       |
| 1980 | A karmester                   | Dyrygent                                                                 | Andrzej Wajda                         | Lengyelország                                         | FIPRESCI-díj (nem volt hivatalos verseny)                                             |
| 1981 | A hétköznapi őrület meséi     | Storie di ordinaria follia                                               | Marco Ferreri                         | Olaszország                                           | FIPRESCI-díj (nem volt hivatalos verseny)                                             |
| 1982 | Démonok a kertben             | Demonios en el jardín                                                    | Manuel Gutiérrez Aragón               | Spanyolország                                         | FIPRESCI-díj (nem volt hivatalos verseny)                                             |
| 1983 | Villámcsapás                  | Coup de foudre                                                           | Diane Kurys                           | Franciaország                                         | FIPRESCI-díj (nem volt hivatalos verseny)                                             |
| 1984 | Rablóhal                      | Rumble Fish                                                              | Francis Ford Coppola                  | Amerikai Egyesült Államok                             | FIPRESCI-díj (nem volt hivatalos verseny)                                             |
| 1985 |                               | Yesterday                                                                | Radoslaw Piwowarski                   | Lengyelország                                         |                                                                                       |
| 1986 | Az álmok fele                 | La mitad del cielo                                                       | Manuel Gutiérrez Aragón               | Spanyolország                                         |                                                                                       |
| 1987 | Esküvő Galileáben             | Urs al-jalil                                                             | Michel Khleifi                        | Palesztina · Franciaország · Belgium                  |                                                                                       |
| 1988 |                               | On the Black Hill                                                        | Andrew Grieve                         | Egyesült Királyság                                    |                                                                                       |
| 1989 | Országúti vagányok            | Homer and Eddie                                                          | Andrej Koncsalovszkij                 | Amerikai Egyesült Államok                             | Arany Kagyló (megosztva)                                                              |
| 1989 |                               | La nación clandestina                                                    | Jorge Sanjinés                        | Bolívia                                               | Arany Kagyló (megosztva)                                                              |
| 1990 |                               | Las cartas de Alou                                                       | Montxo Armendáriz                     | Spanyolország                                         |                                                                                       |
| 1991 | Lepkeszárnyak                 | Alas de Mariposa                                                         | Juanma Bajo Ulloa                     | Spanyolország                                         |                                                                                       |
| 1992 |                               | Un lugar en el mundo                                                     | Adolfo Aristarain                     | Argentína                                             |                                                                                       |
| 1993 |                               | Principio y fin                                                          | Arturo Ripstein                       | Mexikó                                                | Arany Kagyló (megosztva)                                                              |
| 1993 |                               | Sara                                                                     | Dáriús Mehrdzsúi                      | Irán                                                  | Arany Kagyló (megosztva)                                                              |
| 1994 | Megszámlált napok             | Días contados                                                            | Imanol Uribe                          | Spanyolország                                         |                                                                                       |
| 1995 | Margaret múzeuma              | Margaret's Museum                                                        | Mort Ransen                           | Kanada · Egyesült Királyság                           |                                                                                       |
| 1996 |                               | Bwana                                                                    | Imanol Uribe                          | Spanyolország                                         | Arany Kagyló (megosztva)                                                              |
| 1996 |                               | Trojan Eddie                                                             | Gillies Mackinnon                     | Írország                                              | Arany Kagyló (megosztva)                                                              |
| 1997 | Senki többet                  | Rien ne va plus                                                          | Claude Chabrol                        | Franciaország                                         |                                                                                       |
| 1998 |                               | El viento se llevó lo qué                                                | Alejandro Agresti                     | Argentína · Hollandia · Spanyolország · Franciaország |                                                                                       |
| 1999 |                               | C'est quoi la vie?                                                       | François Dupeyron                     | Franciaország                                         |                                                                                       |
| 2000 |                               | La perdición de los hombres                                              | Arturo Ripstein                       | Mexikó · Spanyolország                                |                                                                                       |
| 2001 |                               | Taxi para tres                                                           | Orlando Lübbert                       | Chile                                                 |                                                                                       |
| 2002 | Napfényes hétfők              | Los lunes al sol                                                         | Fernando León de Aranoa               | Spanyolország · Franciaország · Olaszország           |                                                                                       |
| 2003 |                               | Schussangst                                                              | Dito Tsintsadze                       | Németország                                           |                                                                                       |
| 2004 |                               | Lakposhtha parvaz mikonand                                               | Bahman Ghobadi                        | Irak · Irán                                           |                                                                                       |
| 2005 | Valami boldogság              | Štěstí                                                                   | Bohdan Sláma                          | Csehország                                            |                                                                                       |
| 2006 | Félhold                       | Niwemang                                                                 | Bahman Ghobadi                        | Irán                                                  | Arany Kagyló (megosztva)                                                              |
| 2006 | Kisfiam                       | Mon fils à moi                                                           | Martial Fougeron                      | Franciaország                                         | Arany Kagyló (megosztva)                                                              |
| 2007 |                               | A Thousand Years of Good Prayers                                         | Wayne Wang                            | Amerikai Egyesült Államok                             |                                                                                       |
| 2008 | Pandora szelencéje            | Pandoranin kutusu                                                        | Yesim Ustaoglu                        | Törökország · Franciaország · Németország · Belgium   |                                                                                       |
| 2009 | Élet és halál városa          | Nancsing! Nancsing! (Nánjīng! Nánjīng!)                                  | Lu Csuan (Lu Chuan)                   | Kína                                                  |                                                                                       |
| 2010 | Huligán                       | Neds                                                                     | Peter Mullan                          | Egyesült Királyság · Franciaország · Olaszország      |                                                                                       |
| 2011 |                               | Los pasos dobles                                                         | Isaki Lacuesta                        | Spanyolország · Svájc                                 |                                                                                       |
| 2012 | A házban                      | Dans la maison                                                           | François Ozon                         | Franciaország                                         |                                                                                       |
| 2013 | Göndör fürtök                 | Pelo Malo                                                                | Mariana Rondón                        | Venezuela · Peru · Németország                        |                                                                                       |
| 2014 |                               | Magical Girl                                                             | Carlos Vermut                         | Spanyolország · Franciaország                         |                                                                                       |
| 2015 | Madárkák                      | Þrestir                                                                  | Rúnar Rúnarsson                       | Dánia · Izland                                        |                                                                                       |
| 2016 |                               | Vo pu si Pan Csin Lien (Wo bu shi Pan Jin Lian) (I Am Not Madame Bovary) | Feng Hsziao-kang (Feng Xiaogang)      | Kína                                                  |                                                                                       |
| 2017 | A katasztrófaművész           | The Disaster Artist                                                      | James Franco                          | Amerikai Egyesült Államok                             |                                                                                       |
| 2018 | Két víz között                | Entre dos aguas                                                          | Isaki Lacuesta                        | Spanyolország                                         |                                                                                       |
| 2019 |                               | Pacificado                                                               | Paxton Winters                        | Brazília                                              |                                                                                       |
| 2020 |                               | Dasatskisi                                                               | Déa Kulumbegashvili                   | Franciaország · Grúzia                                |                                                                                       |
| 2021 | Kék Hold                      | Crai Nou                                                                 | Alina Grigore                         | Románia                                               |                                                                                       |
| 2022 | A világ királyai              | Los reyes del mundo                                                      | Laura Mora                            | Kolumbia                                              |                                                                                       |
| 2023 | Végtelen rozsmezők            | O corno                                                                  | Jaione Camborda                       | Spanyolország · Portugália · Belgium                  |                                                                                       |
| 2024 |                               | Tardes de soledad                                                        | Albert Serra                          | Spanyolország · Portugália · Franciaország            |                                                                                       |

## Külső hivatkozások
- San Sebastian Nemzetközi Filmfesztivál – Hivatalos oldal